# Web Map Service
Web Map Service (dále jen WMS) znamená v překladu webová mapová služba. Jedná se o standard vyvinutý a dále rozšiřovaný Open Geospatial Consortium (OGC). Služba pracující na principu klient-server umožňuje sdílení geografické informace ve formě rastrových map v prostředí Internetu. Výsledkem požadavku např. GIS softwaru na WMS server jsou primárně obrazová data v nejrůznějších formátech (JPEG, TIFF, PNG, aj.), které zobrazují tematické geografické informace (tematickou mapu – vrstvu), nebo mohou být výsledkem překrytu více vrstev (mapová kompozice). Skutečnost, že je obrázek georeferencován umožní jeho správnou prezentaci. Georeferencováním v tomto případě můžeme chápat jako jednoznačně daný referenční souřadnicový systém a souřadnicový obdélník (box), který obsahuje požadovaný obrázek, v tomto systému.

## Princip funkce WMS
Základním principem WMS jsou vzájemné interakce a to stroj-stroj a stroj-člověk. V nejvyšším vrcholu této komunikace je mapový server. Pokud podporuje WMS službu můžeme hovořit o WMS serveru. V jeho úložišti jsou uskladněna georeferencovaná data (GeoTIFF, SHP, databázová data, aj.), v nastavení jsou popsány možnosti WMS serveru a v databázi jsou uloženy atributové informace o geografických objektech (objekty u nichž je známa poloha v souřadnicovém referenčním systému a dále k nim existují atributy). Nejčastěji se pro označení souřadnicového referenčního systému (CRS – Coordinate Reference System) využívá dataset EPSG.
Klient je potom software, který komunikuje se serverem za účelem získání informací. K této komunikaci využívá Hyper Text Transfer Protocol (HTTPs), resp. jeho metody dotazů, jimiž jsou GET a POST. Klient si poté zpracuje informace, které mu server zpřístupnil. Jedná se o rastrová data.
Tyto informace pomocí definovaného uživatelského rozhraní zpřístupní uživateli. Jedná se o interakci člověk-stroj (resp. uživatel-klient).

## Základní typy dotazů (dle OGC)
1. GetMap – Tento typ dotazu lze považovat za hlavní (primární), a to z toho důvodu, že klientovi zpřístupní mapu ve formě obrazových dat v určitém formátu. Query URL musí obsahovat parametr REQUEST=GetMap.
2. GetCapabilities – Pokud daný klient nezná možnosti a vlastnosti spravovaných dat, což se skoro ve všech případech děje, musí tyto možnosti zjistit. Proto klient při první komunikaci se serverem sestaví GetCapabilities dotaz. Query musí obsahovat parametr REQUEST=GetCapabilities. Specifikace vyžaduje ještě jeden povinný parametr SERVICE=WMS
3. GetFeatureInfo – Tento typ dotazu vrací klientovi XML soubor s atributy daného prvku na mapě o určitých souřadnicích. Query URL musí obsahovat parametr REQUEST= GetFeatureInfo.

U dotazu GetMap a GetFeatureInfo vyžaduje specifikace (záleží dle použité verze WMS) ještě další povinné parametry, které mapovému serveru řeknou podrobnější informace o daném dotazu.

## Historie WMS
První oficiální dokument popisu WMS (verze 1.0.0) vydalo OGC dne 19. května 2000. V současné době je nejrozšířenější verze 1.1.1 z roku 2002. Protože OGC je jen tvůrcem, správcem a inovátorem tohoto standardu, tak není organizací, jež by ho prohlásila za normu. Jako mezinárodní norma byl standard WMS přijat úřadem International Organization for Standardization (ISO) pod označením ISO 19128 Geographic Information: Web Map Service v roce 2005.

## Vývojové verze WMS
- 1.0.0
- 1.0.7
- 1.1.0
- 1.1.1
- 1.3.0

## Služby podobné WMS
- Web Map Tile Service
- Web Feature Service
- Web Coverage Service